# Uranophora cincticollis
Uranophora cincticollis là một loài bướm đêm thuộc phân họ Arctiinae, họ Erebidae.